# アルギニンtRNAリガーゼ
アルギニンtRNAリガーゼ(Arginine—tRNA ligase、EC 6.1.1.19)は、以下の化学反応を触媒する酵素である。
ATP + L-アルギニン + RNA{\displaystyle \rightleftharpoons }AMP + 二リン酸 + L-アルギニルtRNAArg
従って、この酵素は、ATPとL-アルギニンとRNAの3つの基質、AMPと二リン酸とL-アルギニルtRNAArgの3つの生成物を持つ。
この酵素はリガーゼに分類され、特にアミノアシルtRNAと関連化合物に炭素-酸素結合を形成する。系統名はL-アルギニン:tRNAArgリガーゼ(AMP生成)(L-Arginine:tRNAHis ligase (AMP-forming))である。アルギニルtRNAシンターゼ、アルギニントランスラーゼ等とも呼ばれる。この酵素は、アルギニン、プロリンの代謝及びアミノアシルtRNAの生合成に関与している。N末端に、アルギニル
tRNAシンテターゼN末端ドメインまたはアディショナルドメイン1(Add-1)と呼ばれる保存ドメインを持つ。このドメインは約140残基の長さで、tRNA認識に関わっていると考えられている。

## 構造
2007年末時点で、4個の構造が解かれている。蛋白質構造データバンクのコードは、1BS2、1F7U、1F7V、1IQ0である。

## 関連文献
- ALLENDE CC, ALLENDE JE (1964). “PURIFICATION AND SUBSTRATE SPECIFICITY OF ARGINYL-RIBONUCLEIC ACID SYNTHETASE FROM RAT LIVER”. J. Biol. Chem. 239:  1102–6. PMID 14165914.
- Mehler AH, Mitra SK (1967). “The activation of arginyl transfer ribonucleic acid synthetase by transfer ribonucleic acid”. J. Biol. Chem. 242 (23):  5495–9. PMID 12325365.
- Mitra SK and Mehler AH (1967). “The arginyl transfer ribonucleic acid synthetase of Escherichia coli”. J. Biol. Chem. 242:  5491–5494.